# Absolutisme moral
En filosofia, l'absolutisme moral és la posició sobre certs estàndards en contra de normes morals que poden ser jutjades, i que algunes accions són correctes o incorrectes, amb independència del context de l'acte.